# Геральдо Рівера
Джеральдо Рівера (народився Джеральд Майкл Рів'єра; нар. 4 липня 1943, Нью-Йорк) — американський ведучий, репортер, адвокат та автор. У 1987—1998 роках був господарем ток-шоу «Geraldo». Рівера приймав програму газетних статей «Geraldo at Large», яка проводила випадкову трансляцію доповідей Геральдо Рівера (замість розміщення на Великій), і регулярно з'являється на програмах «Fox News», таких як «The Five».

## Раннє життя
Рівера народився в медичному центрі «Бет-Ізраїль» у Нью-Йорку сином Лілліани (п. Фрідман; 16 жовтня 1919 — 3 червня 2018 року) і Крус «Аллен» Рівера (1 жовтня 1915 — листопад 1987), робітник ресторану та водій таксі одночасно. Батько Рівери був католиком з Пуерто-Рико, а мати була російського єврейського походження. Він був вихований «переважно єврейським» і пройшов церемонію бар-міцви. Він виріс у Брукліні та Західному Вавилоні, Нью-Йорк, де він навчався у Західній Вавилонській середній школі. Сім'я Рівера іноді піддавалася упередженням і расизмом, і його мати взяла за написання їх прізвища як «Рів'єра», щоб уникнути фанатизму, спрямованого на них (і тільки в прізвищі його сестри Шерон не було помилки). 
 Коли я народився, моя мати заповнила свідоцтво про народження на ім'я Джеральд Рів'єра, додавши додаткове "я" до прізвища мого батька.  Вона зробила те ж саме для моєї сестри Ірини.  Пізніше вона відмовилася б від моєї сестри Шерон, аби знову зібрати її з народженням мого молодшого брата Крейга.  Всякий раз, коли ми запитували про невідповідності, вона здригнулася і злякалася, щоб вийти з неї.  "Я просто забула, як це пишеться", сказала б вона, і залишила це на цьому.  Знизу, я зрозуміла, вона була глибоко збентежена тим, що було незграбною спробою приховування етнічної приналежності. 
 З вересня 1961 р. по травень 1963 р. він навчався в Морському коледжі Державного університету Нью-Йорка, де був членом гребної команди. У 1965 році Рівера закінчив університет Аризони (де продовжував займатися легкою атлетикою як воротар команди лакросу), отримавши ступінь бакалавра в галузі ділового адміністрування.
Після ряду робіт, починаючи від продавця одягу до кухаря короткого порядку, Рівера поступив у Бруклінську юридичну школу в 1966 році. Як студент-юрист, він проходив стажування в окружному прокурорі округу Нью-Йорк під легендарним злочинцем-вбивцею Френком Хоганом і Гарлем Ассершин прав (громадським провайдером юридичних послуг), перш ніж отримати його JD поблизу вершини свого класу в 1969 році. Потім він провів стипендію Реджінальда Хебера Сміта в законі про бідність в юридичній школі Університету Пенсільванії влітку 1969 року, перш ніж був прийнятий до штату Нью-Йорк пізніше цього року.
Після співпраці з такими організаціями, як Спільна акція нижньої Манхеттенської громади для юридичних служб та Національної гільдії юристів, Рівера став частим адвокатом пуерто-риканської групи активістів, молодих лордів, зрештою прискоривши його вступ до приватної практики. Ця робота привернула увагу директора WABC-телевізійних новин Аль Примо, коли Рівера був інформованим про окупацію групи в Східній Гарлем у 1969 році.  Примо запропонував Рівері роботу як репортер, але був незадоволений першою назвою «Gerald» (він бажав щось більше ідентифікованого Latino) таким чином вони погодилися поїхати з вимовою проїхатися Пуерто-Ріка стороною родини Рівера: Геральдо.

## Кар'єра

### Раннє життя
Рівера був найнятий WABC-TV в 1970 році як репортер для Eyewitness News. У 1972 році він здобув національну увагу і отримав нагороду Пібоді  за свій звіт про нехтування та знущання над пацієнтами з порушеннями розумового розвитку у державній школі Вілловбрук у Стівен-Айленді, і він почав з'являтися на національних програмах АВС як 20/20 та Nightline після їхніх запусків у 1978 та 1979 рр.  Після того, як Джон Леннон спостерігав за звітом Рівера про пацієнтів у Вілловбрук, він і Рівера виступили на благодійному концерті під назвою "One to One" 30 серпня 1972 року в Madison Square Garden у Нью-Йорку (яку Йоко Оно випустила посмертно в 1986 році, Жити в Нью-Йорку). 

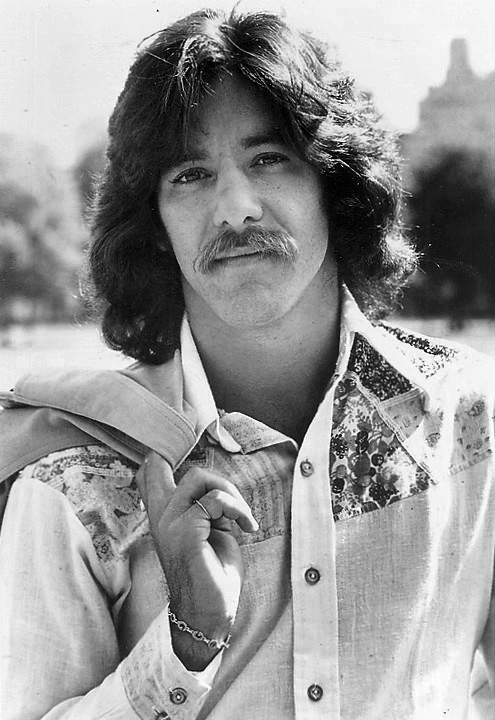
Рівера в середині 1970-х років

Приблизно в цей час Rivera також почав проводити (і виконувати виконавчу діяльність) Good Night America, пізню нічну газету, яка транслювалася як частина програми ABC Wide World of Entertainment. Шоу ознаменувалося знаменитим рефреном від хіта Арло Гатрі «Місто Нового Орлеана» (написаний Стівом Гудменом) як тема. Good Night America вирішила спірні теми епохи, в тому числі використання марихуани і статус війни в'єтнамської викривляються. Епізод програми 1975 року, в якому брали участь Дік Грегорі та Роберт Гроден, показав першу національну телепередачу історичного фільму «Запрудер».
19 травня 1983 року «Рівера» транслювала перше згадування про СНІД у телебаченні США, інтерв'юючи 20/20 Нью-Йоркського дизайнера освітлення Кен Рамзауера. Рамзауер помер у 27 років, через чотири дні; Рівера проголосив послугу в пам'ятниках Центрального парку Рамзауера.
У жовтні 1987 року, Руне Арледж через ABC відмовився повідомити про справу Сильвії Чейз за 20/20 про відносини між Мерилін Монро і Джон і Робертом Кеннеді. Рівера публічно критикував журналістську цілісність Арледжа, стверджуючи, що його дружба з родиною Кеннеді (наприклад, П'єр Селінджер, колишній помічник Кеннеді, працював у ABC News у той час) змусила його підірвати історію; У результаті Рівера було звільнено. Під час інтерв'ю Fox News з Мегін Келлі в ефірі 15 травня 2015 року, Rivera заявив, що офіційна причина для стрільби полягає в тому, що він порушив політику ABC, коли він пожертвував 200 доларів кандидату на посаду міського голови.

21 квітня 1986 року Рівера розповів таємницю сховищ Аль Капоне. Спеціальна трансляція була виставлена як розкриття секретних сховищ Капоне, розташованих під старим готелем Лексінгтон в Чикаго. Мільйони людей спостерігали за 2-годинним шоу, але все, що вони виявили, було брудом. У інтерв'ю 2016 року з Chicago Tribune, Рівера прокоментував: «Це була чудова програма з високим профілем — можливо, найвищою профільною програмою, з якою я коли-небудь був пов'язаний».

### Ток-шоу, спец і гостьові виступи
У 1987 році Рівера почав випускати і проводити денне ток-шоу Geraldo, яке транслювалося 11 років. Шоу ознаменувалося спірними гостями та театральністю, що призвело до характеристик його шоу як «Trash TV» Newsweek і двох сенаторів Сполучених Штатів. Одне з ранніх шоу було названо "Чоловіки в мереживних трусиках і жінки, які їх люблять". У 1988 році 24 жовтня  він зробив шоу про сатанізм, який включав кадри сатанинської тематики вбивць Чарльза Менсона, який він також показував на шоу, арешт сюжети про Сина Сема Девід Берковіц і Нічного Провлера Річард Рамірес, а також інтерв'ю з батьками передбачуваних жертв в дошкільному суді McMartin, інтерв'ю з важкими металами Ozzy Osbourne і King Diamond і деяких важких металів відвідувачів концерту і смертника інтерв'ю вбивці Шон Селлерс і мати одного з Carl Junction, Міссурі 1987 культовим вбивці. Ще в 1988 році ноі Рівери був розбитий у висвітленій бійці під час показу, в чиї гості були біломасивники, антирасистські скинхеди, чорний активіст Рой Інніс і войовничі єврейські активісти.
З 1994 по 2001 рік Рівера проводив Rivera Live, вечірні новини CNBC та шоу-інтерв'ю, що транслювалося у будні дні.

### Fox Newsпредставляє

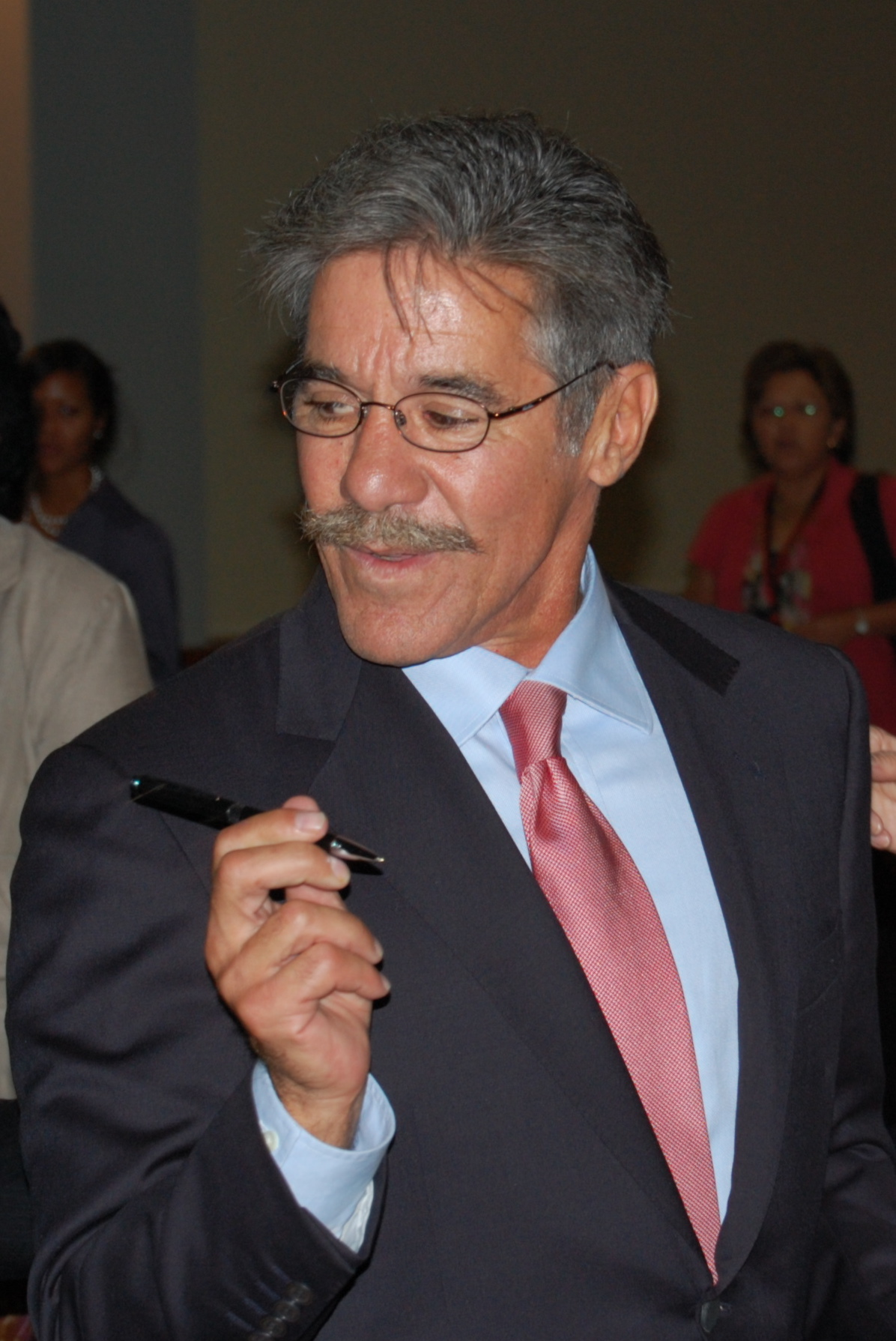
Рівера після виступу на конференції 2008 року з питань державної політики Конгресу з іспаномовного клубу

Рівера покинув CNBC у листопаді 2001 року — через два місяці після терористичних атак 11 вересня — щоб стати кореспондентом війни Fox News. Брат Рівери Крейг супроводжував його в якості оператора на завданнях в Афганістані.
У 2001 році, під час війни в Афганістані, Рівера висміяли за звіт, в якому він стверджував, що перебуває на місці інциденту дружнього вогню; пізніше було виявлено, що він був насправді на відстані 300 миль. Рівера звинувачує в незначному нерозумінні невідповідність.
Суперечки виникли на початку 2003 року, а Рівера подорожував з 101-ї повітряно-десантною дивізією в Іраку. Під час трансляції новин Fox, Рівера почав розкривати майбутні операції, навіть йти так далеко, щоб зображувативати карту на піску для своєї аудиторії. Військові негайно виступили з твердим доносом своїх дій, заявивши, що операція піддається ризику; Рівера був вигнаний з Іраку. Через два дні він оголосив, що буде повідомляти про іракський конфлікт з Кувейту.
У 2005 році Рівера вступила в суперечку з «Нью-Йорк Таймс» у зв'язку з їхніми твердженнями, що він відсунув члена рятувальної команди, щоб зняти «допомогу» жінці в інвалідному візку на деяких етапах після урагану «Катріна». У наступній суперечці Рівера з'явився на телебаченні і вимагав відмови від Times. Далі він погрожував подати в суд на папері, якщо його не було надано. so what happened then?[прояснити]
У 2007 році Геральдо брав участь у суперечці з колегою з Фокс Мішель Малкін.  Малкін заявила, що не повернеться до фактора «О'Рейлі» стверджуючи, що «Фокс Ньюз» поніс суперечку щодо зневажливих висловлювань, які Рівера зробив про неї в інтерв'ю Бостонському глобусі. Рівера, заперечуючи проти своїх поглядів на імміграцію, сказав: «Мішель Малкін — найгірший, ненависний коментатор, якого я коли-небудь зустрічав. Вона насправді вважає, що сусіди повинні починати викрадати сусідів, і ми повинні депортувати людей». Він додав: «Добре, що вона в ДК, і я в Нью-Йорку. Я буду плювати на неї, якщо побачу її. Пізніше Рівера вибачився за свої коментарі.
У 2008 році була випущена книга Рівери під назвою HisPanic: Why Americans Fear Hispanics у США.
3 січня 2012 року, Рівера почав господарювати будній день радіо ток-шоу на WABC (770 AM) в Нью-Йорку, штат Нью-Йорк. Шоу було заплановане протягом двох годин між Імус в ранкові години і The Rush Лімбо показати на WABC. 30 січня 2012 року Рівера також почав проводити шоу на KABC (790 AM) у Лос-Анджелесі.
23 березня 2012 року Рівера зробив коментарі what were they? it's insane to think this information can just be omitted[прояснити] щодо Трейвон Мартінової толстовки і як балахон був підключений до стрільби смерті Мартіна, повторюючи їх в наступних випадках. Рівера вибачився за будь-яке правопорушення, яке він викликав, з коментарями. Його син Габріель сказав, що йому "соромно". Пізніше він також вибачився перед батьками Трейвона Мартіна.
У 2015 році Рівера змагався на 14-му сезоні телесеріалу The Celebrity Apprentice, де в кінцевому підсумку посів друге місце за телевізійною особистістю Leeza Gibbons. Тим не менш, Рівера все ще підняв найбільшу суму грошей за будь-якого суперника в сезоні, з $ 726 000, на $ 12 000 більше, ніж Gibbons.
Рівера проводить програму газетних статей Geraldo at Large і регулярно з'являється на каналі Fox News. 13 листопада 2015 року Рівера виявив на Fox News, що його дочка, Симона Крукешанк, перебувала на стадіоні Stade de France, коли сталися напади і вибухи; вона та її друзі зосталися живими і повернулися благополучно додому.
Він продовжував проводити телевізійне шоу на WABC (770 ранку), доки зміна керівництва в компанії Cumulus Media не призвела до того, що його контракт не був поновлений у листопаді 2015 року; пізніше Джеральдо подав до суду на Кумулус, він стверджував, що він відмовився від «договори рукостискання» між ним, попереднім головою Лью Дікі і виконавчим віце-президентом Джоном Дікі.
Рівера змагався в сезоні 22 танців зі зірками, співпрацюючи з професійною танцівницею Едитою Слівінською. 28 березня 2016 року Рівера та Вілівінська були першою парою, яка була виключена з змагань. 29 листопада 2017 року Рівера захистив Матта Лауера, якого звільнили з NBC після неналежної сексуальної поведінки, заявивши, що «Новини — кокетливий бізнес». Пізніше він вибачився після важкої критики. Частина суперечок випливала з його книги 1991 року "Exposing Myself", яка вихвалялася про його активне суспільне життя в 1960-х і 1970-х роках. Він (разом з одним з його продюсерів) також був звинувачений Бетт Мідлер в 1991 році під час інтерв'ю з Барбарою Уолтерс про наркотики і опудала її. Це твердження знову з'явилося під час руху #MeToo. У листопаді 2017 року він опублікував заяву, яка відмовила у виправданні та вибачилася за подію.
22 вересня 2018 року Geraldo і WTAM (1100 AM) в Клівленді, штат Огайо, оголосили, що він приєднається до станції для проведення щоденної одночасної ток-шоу, Geraldo в Клівленді, на додаток до щотижневого підкасту на батьківському iHeartRadio додаток діє 24 вересня.

## Особисте життя
Рівера одружувався п'ять разів:
1. Лінда Кобленц (1965–1969, розлучена)
2. Едіт Воннегут (14 грудня 1971 - 1975 рр.)
3. Шерріл Раймонд (31 грудня 1976 - 1984 рр.) 
син: Габріель Мігель (народився липень 1979 р.) [51][52]
4. КК (Cynthia Cruickshank) Дайер (11 липня 1987 - 2000 рр.) 
 діти: дочка Ізабелла Холмс (нар. 1992 р.) [53] дочка Сімона Крукешанка (1994 р.)  Шість спроб мати дітей через ЕКО завершилися викиднем [54]
5. Еріка Мішель Леві (з серпня 2003 року) 
дочка: Сол Ліліана (2005 р.)[55]

Рівера зізналася, що має багаторічну справу до 1985 року з Маріан Джавіц, дружиною сенатора Нью-Йорка Якова К. Джавіца.
Рівера є мешканцем Шейкер-Хайтс, штат Огайо. Раніше він проживав у місті Мідлтаун, штат Нью-Джерсі, в районі Раф Пойнт, нерухомості з галькою 1895 року.
Рівера — активний моряк. Будучи власником і шкіпером вітрильного судна Voyager, він брав участь у гонках яхт Маріон — Бермуди в 1985, 2005, 2011 і 2013 роках. У 2013 році його судно завершило на 12-му місці з 34 фінішів. Він також відплив у Вояджері на відстані 1400 миль по річці Амазонки і по всьому світу, йдучи настільки далеко, щоб зустрітися з королем Тонги на міжнародній лінійці часу для нового тисячоліття. Пригоди були зафіксовані в шести одногодинних акціях на каналі The Travel Channel, а деякі з цих знімків залишаються доступними на його сайті.

### Політика
Рівера є республіканським, і вважається, що працює як республіканець в спеціальних виборах Сенату Сполучених Штатів в Нью-Джерсі 2013 (щоб заповнити місце в Сенаті залишився вакантними після смерті Лотенберг). Зрештою він вирішив не виступати на виборах.
Друг Дональда Трампа, Рівера, тим не менш підтвердив, що він не голосував за кандидата республіканців на виборах 2016 року через «подружнього впливу». Він також раніше заявив, що не буде голосувати за Трампа через коментарі останніх стосовно мексиканців та інших груп іммігрантів. Проте, він згодом назвав розслідування спеціального радника Роберта Мюллера у зв'язці Трамп- Росія «полюванням на відьом».

## Автор
- Rivera, Geraldo (1972). Willowbrook: A report on how it is and why it doesn't have to be that way. New York: Vintage Books. ISBN 0-394-71844-5.
- Rivera, Geraldo (1973). Miguel Robles—So Far. San Diego: Harcourt Brace Jovanovich. ISBN 0-15-253900-X.
- Rivera, Geraldo (1973). Puerto Rico: Island of Contrasts, pictures by William Negron. Parents Magazine Press. ISBN 0-8193-0683-5.
- Rivera, Geraldo (1977). A Special Kind of Courage: Profiles of young Americans. New York: Bantam Books. ISBN 0-553-10501-9.
- Rivera, Geraldo (1992). Exposing Myself. London: Bantam. ISBN 0-553-29874-7.
- Rivera, Geraldo (2008). HisPanic: Why Americans fear Hispanics in the U. S. New York: Celebra. ISBN 0-451-22414-0.
- Rivera, Geraldo (2009). The Great Progression: How Hispanics Will Lead America to a New Era of Prosperity. New York: New American Library. ISBN 0-451-22881-2.
- Rivera, Geraldo (2018). The Geraldo Show, A Memoir. Texas: Benbella Books. ISBN 9781944648909.

## Інші зовнішні посилання
- Офіційний сайт
- "Офіційна заява Geraldo Rivera щодо суперечності щодо вбудовування", 4 квітня 2003 року, Рівера розповідає історію своєї Іраку "Карта на піску"
- "Пентагон говорить, що Джеральдо Рівера буде знятий з Іраку" [Архівовано 13 квітня 2016 у Wayback Machine.] - The New York Times, 1 квітня 2003 року
- Вплив Геральдо Рівера на сатанінське насильство та відновлення спогадів про пам'ять [Архівовано 6 січня 2012 у Wayback Machine.] - з religioustolerance.org
- Урбанська легенда про ім'я Джеральдо Рівера змінюється від Джеррі Ріверса [Архівовано 30 травня 2020 у Wayback Machine.] - з snopes.com
- Geraldo Rivera на сайті IMDb (англ.)
- Джеральдо Рівера
- Публікації на C-SPAN